# Ria Deppert
Ria Deppert (15. September 1927 – 21. Oktober 2015) war eine Sängerin in der Stimmlage Sopran und Interpretin von Evangeliumsliedern und Neuen Geistlichen Liedern.

## Leben
Ria Deppert wuchs in einer christlichen Familie auf, in der das Singen geistlichen Liedguts gepflegt wurde. Sie besuchte später die Bibelschule St. Chrischona. Nach langjähriger Bürotätigkeit, schulte Deppert 1973 beruflich zur Religionslehrerin um.
1968 veröffentlichte sie ihre erste Single beim christlichen Schallplattenlabel Frohe Botschaft im Lied. Gefördert von der leitenden Musikproduzentin, Margret Birkenfeld, wurde sie die Sopranistin des Cantate-Quartetts, mit dem Ria Deppert ebenfalls erfolgreiche Veröffentlichungen einspielte. Es folgten Einladungen zu zahlreichen christlichen Veranstaltungen. In Zusammenarbeit mit der Harfenistin Wilhelmine Bucherer veröffentlichte Deppert eine gemeinsame LP unter dem Titel Jesu, meine Freude im Verlag des Schweizer Missionswerkes Mitternachtsruf. Auf mehreren Konzeptproduktionen des Verlags Hermann Schulte wirkte sie außerdem als Gast mit.

## Diskografie

### Singles
| Jahr | Titel                                                              | Titel                                                       | Label                          |
| Jahr | Seite A                                                            | Seite B                                                     | Label                          |
| ---- | ------------------------------------------------------------------ | ----------------------------------------------------------- | ------------------------------ |
| 1968 | - O. Jesusnam, so groß Cantate-Quartett - Gutes und Barmherzigkeit | - Zu deinen Füßen, Meister - Es tragen dich mächtige Flügel | Frohe Botschaft im Lied 45.965 |
| 19?? | Jetzt noch verhüllt                                                | Jetzt noch verhüllt                                         | Frohe Botschaft im Lied 65.425 |
| 19?? | - Gott sitzt am Webstuhl meines Lebens                             | - Jetzt noch verhüllt                                       | Frohe Botschaft im Lied 65.425 |
| 1974 | Gib mir Kraft                                                      | Gib mir Kraft                                               | Frohe Botschaft im Lied 65.442 |
| 1974 | - Glaub, über den Sorgen                                           | - Gib mir Kraft                                             | Frohe Botschaft im Lied 65.442 |
| 197? | Mit dem Herrn fang alles an                                        | Mit dem Herrn fang alles an                                 | Frohe Botschaft im Lied 75.997 |
| 197? | - Mit dem Herrn fang alles an - Wer kann von Herzen fröhlich sein  | - Ich will nicht sorgen - Hernach                           | Frohe Botschaft im Lied 75.997 |

### LPs
| Jahr | Titel | Label                  | Anmerkungen / Mitwirkende            |
| ---- | --- | ---------------------- | ------------------------------------ |
| 197? | Es tragen dich mächtige Flügel Silberne Reihe | Gerth Medien LP 2491   | Kompilationsalbum / Cantate-Quartett |
| 197? | Befiehl du deine Wege • O Jesusnam, so groß und schön • Gott sitzt am Webstuhl meines Lebens • O Seele, komm eilend zum Kreuze • Ein heller Sonnenschein • So wie ich bin • Noch ein Weilchen still vertraue • Es tragen dich mächtige Flügel • Jetzt noch verhüllt • Mit dem Herrn fang alles an • Groß ist die Welt • Für jeden Tag • Gutes und Barmherzigkeit • Ich fand, den meine Seele liebt | Gerth Medien LP 2491   | Kompilationsalbum / Cantate-Quartett |
| 198? | Wie ein Strom von oben Glaubenslieder, gesungen von Ria Deppert – Sopran | Gerth Medien LP 33.952 | Kompilationsalbum / Cantate-Quartett |
| 198? | Wo ist des Christen Heimatland • Wie ein Strom von oben • Ich wandle in dem Licht mit Jesus • Wer ist fröhlich • Hernach • Lob, Preis und Dank • Alle meine Wünsche kennst du • Mehr Sonnenschein • Glaub, über den Sorgen und Leiden • Wenn mein Wandern endet • Preis sei dir, o Lamm | Gerth Medien LP 33.952 | Kompilationsalbum / Cantate-Quartett |

#### Kollaborationsprojekte
| Jahr | Titel              | Mitwirkende                             | Label           |
| ---- | ------------------ | --------------------------------------- | --------------- |
| 1975 | Jesu, meine Freude | Ria Deppert Wilhelmine Bucherer – Harfe | Mitternachtsruf |

#### Mitwirkung
| Jahr | Titel | Label        | Anmerkung                                                |
| ---- | --- | ------------ | -------------------------------------------------------- |
| 1972 | Machet die Tore weit | Gerth Medien | Weihnachtskonzept präsentiert von Margret Birkenfeld     |
| 1972 | Macht hoch die Tür • Es ist ein Ros entsprungen • Nehmt die Schalmeien • Drei Kön'ge wandern aus Morgenland • Christus kam zur Erde • Es waren Hirten zu Bethlehem • Gelobet seist du, Jesu Christ • Herr, du kamst in unsre Armut • Also hat Gott die Welt geliebt • Still ist die Nacht • Lob, Preis und Dank • Festliche Weihnachtsmusik | Gerth Medien | Weihnachtskonzept präsentiert von Margret Birkenfeld     |
| 197? | Mein Leben war ein einzig Jagen | Gerth Medien | Gitarrenliederkonzept                                    |
| 197? | Und fragst du die Wolken | Gerth Medien | Gitarrenliederkonzept präsentiert von Margret Birkenfeld |

#### Gastauftritt
| Jahr | Titel | Hauptinterpret      | Label           | Anmerkung                                                                                 |
| ---- | --- | ------------------- | --------------- | ----------------------------------------------------------------------------------------- |
| 19?? | Goldene Klänge | Wilhelmine Bucherer | Mitternachtsruf | Mitwirkende: Daniel Corti (Knabensopran), Ria Deppert (Sopran), Luise Schlatter (Violine) |
| 19?? | 6 Geistliche Lieder • 63.Psalm • Pastorale für Harfe • Adagio aus dem C-Dur-Violinenkonzert • Pièce en sol • 8 Königslieder • 100. Psalm • Frühmorgens • Aria • 150. Psalm • Gigue • Die Quelle | Wilhelmine Bucherer | Mitternachtsruf | Mitwirkende: Daniel Corti (Knabensopran), Ria Deppert (Sopran), Luise Schlatter (Violine) |

### Sampler
| Jahr | Titel                                                                            | Verlag       |
| ---- | -------------------------------------------------------------------------------- | ------------ |
| 2005 | Unvergessen – Lieder, die bleiben                                                | Gerth Medien |
| 2006 | Margret Birkenfeld – Meine liebsten Lieder                                       | Gerth Medien |
| 2007 | Unvergessen 3 – Lieder, die bleiben                                              | Gerth Medien |
| 2007 | Unvergessen 5 – Lieder, die bleiben                                              | Gerth Medien |
| 2009 | Auf Adlers Flügeln getragen – Die schönsten „Lieder, die bleiben“ Platin Edition | Gerth Medien |
| 2012 | Unvergessen 10 – Lieder, die bleiben                                             | Gerth Medien |